# عقد 320
عقد 320 هو عقد امتد بين 1 يناير 320 و31 ديسمبر 329 بحسب التقويم الميلادي. سبقه عقد 310 ولحقه عقد 330.

## أحداث
- مجمع نيقية الأول (325)
- حملة شابور الثاني العسكرية على شبه الجزيرة العربية (325)

## مواليد
- غريغوريوس النزينزي (329)
- فالنس (328)
- فالنتينيان الأول (321)
- باسيليوس قيصرية (329)
- قنسطانطيوس غالوس (325)
- أوريباسيوس (325)
- غنتشوغو ملك بايكتشي (324)

## وفيات
- ألكسندروس الأول (328)
- كريسبوس (326)
- ليسينيوس (325)
- أوتل (327)

## كتب
- Yves Denis Papin (1998). Chronologie de l'histoire ancienne. Lieu de publication non identifié: Éditions Jean-paul Gisserot. ISBN:2-87747-346-5. OCLC:40746926. مؤرشف من الأصل في 2022-03-16.
- موسوعة حضارة العالم (2002) لأحمد محمد عوف.

## روابط خارجية
- تصفح سنة بسنة عقد 320 على موقع onthisday.com
- تصفح سنة بسنة عقد 320 ابتداءً من سنة عقد 320 على موقع المكتبة الوطنية الفرنسية